# 巴庫蒂斯海岸
74°45′S 120°0′W / 74.750°S 120.000°W
巴庫蒂斯海岸（英語：Bakutis Coast）是南極洲的海岸，屬於馬里伯地的一部分，西面是霍布斯海岸，東面是沃爾格林海岸，由美國研究隊發現，以該國海軍少將命名。